# Робшоу, Крис
Кристофер Денис Робшоу (англ. Christopher Denis Robshaw; род. 4 июня 1986, Редхилл) — английский регбист, выступающий на позиции фланкера. В феврале—июне 2012 года Робшоу выполнял функции капитана сборной Англии. С ноября 2012 года спортсмен вновь был избран капитаном англичан.

## Клубная карьера
Робшоу начал играть в регби в клубе «Уорлингем» в возрасте семи лет. Спортсмен посещал школу «Канмор Хаус». Затем уроженец Редхилла стал учеником подготовительной школы «Миллфилд». Впоследствии Кристофер продолжил обучение в главной школе «Миллфилд», где и был избран капитаном местной команды.
Игрок дебютировал в английской Премьер-лиге в сезоне 2007/08. Летом 2008 года спортсмен попал в состав второй сборной Англии («Ингленд Сэксонс») — вместе с товарищами по команде Робшоу стал победетелем кубка Черчилля—2008.
Сейчас регбист является капитаном лондонской команды «Харлекуинс», выступающей в высшем дивизионе английского чемпионата. Спортсмен дважды (в 2009 и 2012 годах) становился лауреатом премии «Игрок года» в Премьер-лиге. В сезоне 2011/12 команда Робшоу стала чемпионом Англии .

## Карьера в сборной
В 2004 году Робшоу выступал за сборную команду школ Англии среди игроков, чей возраст не превышал 18 лет. В сезоне 2005/06 Кристофер провёл первые игры за основной состав школьной команды. В матче против клуба «Бирмингем и Солихалл» на столичной арене «Ступ» игрок занёс две попытки. В 2006 году Робшоу представлял Англию в составе сборной для игроков до 21 года. Коллектив принимал участие в Кубке шесть наций для молодёжи и молодёжном чемпионате мира.
12 декабря 2008 года Уилл Гринвуд заявил, что игрок является реальным претендентом на попадание в состав сборной команды «Британские и ирландские львы», которая отправлялась в турне по ЮАР. Гринвуд также сравнил Робшоу с чемпионом мира, фланкером сборной Англии Ричардом Хиллом.
19 мая 2009 года стало известно, что Робшоу попал в состав национальной сборной на матч с «Барберианс» и аргентинской командой. Молодой регбист принял участие во встрече с «Барберианс», которую англичане проиграли. Позже Робшоу заменил Джеймса Хаскелла в стартовом составе англичан на матч с Аргентиной. Именно встреча с южноамериканцами стала первой тестовой игрой Кристофера. К огорчению британских болельщиков, англичане снова проиграли (22:24).
25 января 2010 года Робшоу, заменив травмированного Тома Крофта, снова стал игроком сборной. Тем не менее, новозеландский кубок мира спортсмен пропустил. В январе 2012 года игрок был избран капитаном сборной на два первых матча Кубка шести наций 2012 года. Данное решение тренерского штаба было весьма неожиданным, так как в распоряжении спортсмена имелся всего один матч за первую команду. Робшоу оставался капитаном сборной на протяжении всего турнира. Англичане сумели одержать выездные победы над Шотландией, Италией и Францией, а также обыграть дома Ирландию. Будущим победителям — валлийцам — английские регбисты уступили совсем немного. Робшоу продолжал выполнять функции капитана в рамках игр сборной в ЮАР. В указанной серии спортсмен провёл всего два матча, после чего травмировал большой палец руки. В конце 2012 года англичане уступили австралийцам и южноафриканцам, однако сумели одержать победу над «Олл Блэкс».

## Манера игры
Робшоу может играть одинаково эффективно на позициях открытого и закрытого фланкера. Игрок проделывает большой объём работы как в атаке, так и при оборонительных действиях. Спортсмен проводит достаточно жёсткие захваты. Стиль игры Робшоу сравнивают с манерами Ричарда Хилла и Андре Воса.